# Skulsk (gmina)
Pour l’article homonyme, voir Skulsk.
Skulsk[skulsk] est une commune rurale de la Voïvodie de Grande-Pologne et du powiat de Konin. Elle compte environ 6 145 habitants en 2006. Elle se situe au nord de Ślesin, à environ 30 kilomètres au nord de Konin et à 97 kilomètres à l'est de la capitale régionale Poznań.

## Géographie
| - Plan de la gmina. - Position de la gmina sur la carte du powiat. |